# Mali Bukovec
Mali Bukovec je opčina v Chorvatsku, ve Varaždinské župě. Opčinu tvoří 6 sídel. V roce 2011 žilo v celé opčině 2 212 obyvatel, v samotné vesnici Mali Bukovec 729 obyvatel.

## Části opčiny
- Lunjkovec
- Mali Bukovec
- Martinić
- Novo Selo Podravsko
- Sveti Petar
- Županec